# James FitzJames (2. książę Berwick)
James Francis (Diego/Jacobo Francisco) FitzJames, hrabia Tinmouth, 2. książę Berwick, 2. książę Liria i 2. książę Xérica (ur. 21 października 1696, zm.  2 czerwca 1738 w Neapolu) – hiszpański arystokrata i dyplomata, uczestnik powstania z 1715 roku, które Jakobici zorganizowali w Szkocji. Jego ojcem był wódz James FitzJames, 1. książę Berwick (zm. 1734).

## Życiorys
Otrzymał w roku 1714 Order Złotego Runa. Po klęsce szkockiego powstania do swej śmierci James Francis służył jako dowódca w armii hiszpańskiej. W Hiszpanii zyskał tytuł księcia Liria (grand Hiszpanii 1. klasy w 1716 r.). Potem był dowódcą hiszpańskiego pułku irlandzkiego – infantería irlandesa. Od lutego 1724 marszałek polny.
Następnie ambasador nadzwyczajny w Petersburgu od grudnia 1726 do 1730, minister pełnomocny w Austrii w latach 1730-1733, potem ambasador w Neapolu, gdzie zmarł.
31 grudnia 1716 jego żoną została Catalina Ventura Colón de Portugal, 9. księżna Veragua, potomkini Kolumba.
Jego synem był Diego Francisco Duarte Fitzjames-Stuart y Colón, 3. książę Berwick (1718-1785).
W 1730 odznaczony Orderem Orła Białego, w 1728 został kawalerem rosyjskiego Orderu św. Andrzeja Apostoła Pierwszego Powołania.